# ديمقراطية جديدة
الديمقراطية الجديدة، أو الثورة الديمقراطية الجديدة، هومفهوم يستند إلى نظرية الطبقات الاجتماعية الأربعة التي ابتكرها ماو زيدونج في الصين ما بعد الثورة، والتي زعمت في الأساس أن الديمقراطية في الصين سوف تسلك مساراً مميزًا بشكل حاسم عن أيّ دولة أخرى. قال أيضًا إنّ كلّ بلد من دول العالم الثالث ستكون لديه طريقته الفريدة نحو الديمقراطية، نظراً للظروف الاجتماعيّة والمادية الخاصة ببعض البلدان. وصف ماو الديمقراطية التمثيلية في الدول الغربية بأنها ديمقراطية قديمة، ووصف النظام البرلماني بأنه مجرد أداة لتعزيز دكتاتورية الطبقة البرجوازية/ الطبقة المالكة للأراضي من خلال الموافقة على الصناعات التحويلية. كما وجد أن مفهومه للديمقراطية الجديدة على تعارض مع ديكتاتورية النمط السوفيتي للطبقة العاملة التي افترض أنها سوف تكون البنية السياسية المهيمنة في عالم ما بعد الرأسمالية. تحدث ماو كيف يريد أن يخلق دولة صين جديدة، دولة تتحرر من الجوانب الإقطاعية وشبه الإقطاعية لثقافتها القديمة فضلاً عن الإمبريالية اليابانية.
أراد ماو خلق ثقافة جديدة من خلال الثورة الثقافية، واقتصاد جديد خال من أصحاب الأراضي، وديمقراطية جديدة للطبقات الثورية الأربع من أجل حماية هذه المؤسسات الجديدة، وهي طبقة الفلاحين، الطبقة العاملة، الطبقة المثقفة، والطبقة الوسطى. قال أن هذه الطبقات الأربع في العالم الثالث وحدها يمكنها أن تقود جبهة موحدة كافية ضد الإمبرياليين حيث يتعين على البرجوازية الوطنية الصينية أن تتخذ إجراءات مضادة للثورة لحماية ممارساتها الإقطاعية الخاصة بالرق من خلال إيجار الأراضي، والكبح عنيف لأي حركة ثورية مناهضة للإمبريالية تهدد مصالح أصحاب الأرض.
وفيما يتعلق بالهيكل السياسي للديمقراطية الجديدة، قال ماو في القسم الخامس من كتابه "حول الديمقراطية الجديدة"، الذي كُتِبَ في يناير 1940، على النحو التالي:
قد تتبنى الصين الآن نظامًا للمؤتمرات الشعبية، بدءًا من مؤتمر الشعب الوطني حتى المؤتمرات الشعبية للبلدات والمقاطعات والدول والأرياف، مع انتخاب جميع المستويات لهيئاتها الحكومية. ولكن إذا كان هناك تمثيل مناسب لكل طبقة ثورية وفقًا لوضعها في الدولة وتعبير لائق عن إرادة الشعب واتجاه مناسب للنضالات الثورية ومظهر مناسب لروح الديمقراطية الجديدة، ثم قُدّم نظام حق الاقتراع العام والمتساوي حقًا، بصرف النظر عن الجنس أو العقيدة أو الملكية أو التعليم. عندها يتحقق نظام المركزية الديمقراطية. إن الحكومة القائمة على المركزية الديمقراطية هي وحدها القادرة على التعبير عن إرادة الشعب الثوري بالكامل ومحاربة أعداء الثورة بأكبر قدر من الفعالية. ويجب أن تكون هناك روح رفض «امتلاك القلة من القطاع الخاص» في الحكومة والجيش؛ وبدون نظام ديمقراطي حقيقي لا يمكن تحقيق هذا النظام، وسيكون نظام الحكم ونظام الدولة بعدم انسجام.
مع مرور الوقت، تم تكييف مفهوم الديمقراطية الجديدة لبلدان ومناطق أخرى ذات مبررات مماثلة.

## مفهوم
يهدف مفهوم الديمقراطية الجديدة إلى الإطاحة بالإقطاع وتحقيق الاستقلال عن الاستعمار. إلا أنه يتعارض مع الحكم الذي تنبأ به كارل ماركس بأن الطبقة الرأسمالية سوف تتبع مثل هذا الصراع عادةً، زاعماً أنها بدلاً من ذلك تسعى إلى الدخول مباشرة إلى الاشتراكية من خلال الدمج بين الطبقات التي تحارب النظام الحاكم القديم. يوضع التحالف تحت قيادة وتوجيه الطبقة العاملة وحزبها الشيوعي، وتعمل مع الشيوعيين بغض النظر عن إيديولوجيتهم المتنافسة من أجل تحقيق الهدف المباشر المتمثل في «نظام ديمقراطي جديد». في الواقع كان هذا رأي يشاركه فلاديمير لينين الذي كان قد انشق عن أعضاء الحزب الاشتراكي الديمقراطي الروسي بسبب فكرة أن الطبقة العاملة قادرة على تنظيم وقيادة الثورة الديمقراطية في بلد متخلف مثل روسيا حيث الظروف الموضوعية للاشتراكية لم تكن موجودة بعد. أَمِلَ الشيوعيون الصينيون بأن تتمكن الطبقة العاملة بطريقة مماثلة من بناء اشتراكية وشيوعية كاملة النضج على الرغم من المصالح الطبقية المتنافسة للطبقات الاجتماعية في المجموعة.